# Лінкольн (Айова)
Лінкольн (англ. Lincoln) — місто (англ. city) в США, в окрузі Тама штату Айова. Населення — 121 особа (2020).

## Географія
Лінкольн розташований за координатами 42°15′48″ пн. ш. 92°41′29″ зх. д. / 42.26333° пн. ш. 92.69139° зх. д. (42.263464, -92.691387).  За даними Бюро перепису населення США в 2010 році місто мало площу 1,19 км², уся площа — суходіл.

## Демографія
Згідно з переписом 2010 року, у місті мешкали 162 особи в 68 домогосподарствах у складі 47 родин. Густота населення становила 136 осіб/км².  Було 81 помешкання (68/км²).
Расовий склад населення:
| - 99,4 % — білих |

До двох чи більше рас належало 0,6 %. Частка іспаномовних становила 4,3 % від усіх жителів.
За віковим діапазоном населення розподілялося таким чином: 28,4 % — особи молодші 18 років, 59,9 % — особи у віці 18—64 років, 11,7 % — особи у віці 65 років та старші. Медіана віку мешканця становила 39,3 року. На 100 осіб жіночої статі у місті припадало 100,0 чоловіків;  на 100 жінок у віці від 18 років та старших — 103,5 чоловіків також старших 18 років.
Середній дохід на одне домашнє господарство  становив 41 748 доларів США (медіана — 28 333), а середній дохід на одну сім'ю — 59 676 доларів (медіана — 37 083). За межею бідності перебувало 16,1 % осіб, у тому числі 26,9 % дітей у віці до 18 років та 0,0 % осіб у віці 65 років та старших.
Цивільне працевлаштоване населення становило 58 осіб. Основні галузі зайнятості: виробництво — 31,0 %, освіта, охорона здоров'я та соціальна допомога — 19,0 %, мистецтво, розваги та відпочинок — 17,2 %.